# برايان إيفانز (لاعب كريكت)
برايان إيفانز (9 نوفمبر 1936 في المملكة المتحدة - 1 مايو 2011) (بالإنجليزية: Brian Evans)‏ هو لاعب كريكت بريطاني. لعب مع نادي مقاطعة غلاموركن للكريكت ‏ وLincolnshire County Cricket Club ‏.

## وصلات خارجية
- برايان إيفانز على موقع إي آس بي آن كريك إنفو (الإنجليزية)